# Pecorari (Nocera Superiore)
Pecorari (E' Pecurare in dialetto locale) è una frazione del comune di Nocera Superiore, in provincia di Salerno.
È considerata con San Clemente e Materdomini una delle più importanti del comune di Nocera Superiore. È conosciuta per il Concorso internazionale dei Madonnari che si svolge, a cadenza annuale, dal 16 al 21 maggio.

## Geografia fisica
Situata nell'Agro Nocerino, Pecorari è urbanisticamente contigua all'abitato di Cava dei Tirreni. Sorge a breve distanza dal centro città e da San Clemente e dalle frazioni di Materdomini, Uscioli, Taverne e Croce Malloni. Dista pochi chilometri da Nocera Inferiore. Confina con le frazioni di Materdomini, Citola, Uscioli, Camerelle, San Clemente, Taverne e Croce Malloni.

## Storia
La tradizione orale vuole che in tempi remoti molti pastori provenienti dai monti dell'Irpinia avrebbero portato le proprie pecore a pascolare in questa zona a causa delle basse temperature nei periodi invernali, da qui il nome Pecorari. Il nome Pecorari potrebbe però anche derivare dal nome dalla famiglia Pecoraro.
In epoca romana, Pecorari sorgeva appena fuori le mura di Nuceria Alfaterna, poco distante la Necropoli di Pizzone. Decaduta l'antica città, iniziò a formarsi insieme al medievale borgo di Uscioli, dal XV secolo è parte dell'Università di Nocera Corpo. Dal 1806 al 1834 fu parte dell'omonimo comune e fino al 1851 rientrò nel riunito comune di Nocera, successivamente diventa parte del nuovo comune di Nocera Superiore.

## Chiesa di Maria Santissima di Costantinopoli
Nel 1857, tra i casali di Pecorari ed Uscioli, fu ristrutturata la seicentesca chiesa dedicata al culto della Madonna di Costantinopoli e di San Pasquale Baylon. L'importanza del complesso è testimoniato dalla decadenza che contestualmente subì la chiesa di San Michele nella vicina Croce Malloni.
Nella parrocchia si conservano 10 reliquie del santo poste in 3 pregiati reliquiari, tra cui un pezzo di vestito, il bastone e il corporale dove furono custodite le reliquie durante la ricognizione del corpo. Vi è anche conservata una copia in stampa del 1626 del decreto di Beatificazione di Pasquale Baylon e una piccola statua in legno denominata San Pascariello. Antecedente alla Seconda Guerra Mondiale vi era la Congrega di San Pasquale, dove oggi sorge il Salone Museo dei Madonnari dedicato a Don Roberto Farruggio, Parroco dal 1998 al 2017.
Nella cappella delle reliquie, nel periodo Natalizio, viene allestito un caratteristico presepe. Oltre all'esposizione e la custodia degli ex-voto fatti dai fedeli vi sono conservate molte reliquie raccolte negli anni (tra cui un presunto velo di Sant'Anna e della Madonna) e una statua vestita settecentesca del Bambin Gesù.

## Manifestazioni
La festa di San Pasquale Baylón e di Maria SS.di Costantinopoli (comunemente detta festa a Pecorari) si svolge dal 16 al 21 maggio. La festa è caratterizzata dal Concorso internazionale dei Madonnari, dove artisti provenienti da tutto il mondo si accingono a realizzare dei veri e propri tappeti votivi.
Un'altra peculiarità della festa patronale è quella delle caratteristiche luminarie.
A Pecorari sono caratteristiche anche le manifestazioni della Via Crucis e quella dei tipici mercatini di Natale, che si tengono il 13 e 14 dicembre.
Inoltre Pecorari (insieme a San Clemente) è una delle tappe del rinomato Carnevale Nocerino.

## Sport

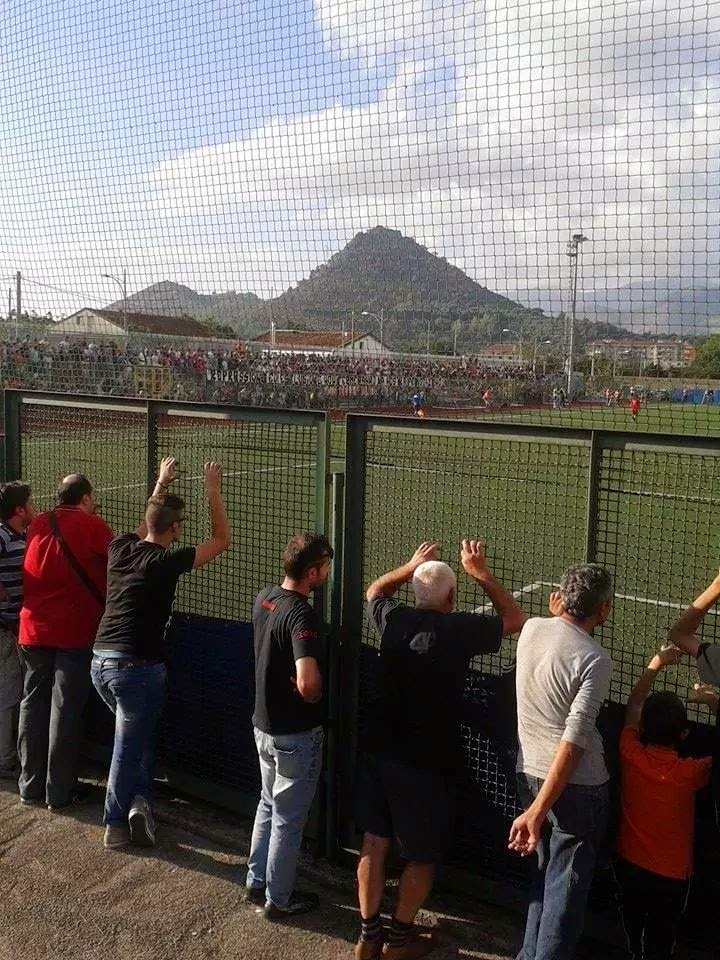
Lo stadio Wojtyła

Inoltre a Pecorari è presente lo stadio comunale Alfaterno - Karol Wojtyla negli anni ha ospitato diverse polisportive tra cui la Nocerina nella stagione successiva ai fatti di Salerno. Negli anni a venire ha anche ospitato le partite della formazione juniores.

## Curiosità
Il cantautore toscano Don Backy, ha trascorso la sua infanzia, fino al 1947, nella frazione di Pecorari, come lui stesso ha dichiarato.
L'8 ottobre 1902, tra Pecorari e le falde del monte Citola, precisamente nella via Casicola, fu inaugurata uno dei tanti rami dell’istituto psichiatrico di Nocera Inferiore intitolato al primo re d'Italia; il complesso in questione era il Palazzo Consalvo tuttora esistente, in parte disabitato.